# Oxinasphaera tripartita
Oxinasphaera tripartita är en kräftdjursart som först beskrevs av Richardson1910.  Oxinasphaera tripartita ingår i släktet Oxinasphaera och familjen klotkräftor. Inga underarter finns listade i Catalogue of Life.